# Dietmar Schmucker
Dietmar Schmucker (* 1964) ist ein deutscher Biologe, der 2019 mit der Alexander-von-Humboldt-Professur ausgezeichnet wurde und seither an der Rheinischen Friedrich-Wilhelms-Universität Bonn lehrt und forscht.

## Leben
Schmucker studierte Biologie an der Ludwig-Maximilians-Universität München und promovierte 1995 am Göttinger Max-Planck-Institut für biophysikalische Chemie. 1996 ging er als Postdoc erst an die Rockefeller University in New York City und anschließend an die University of California in Los Angeles. 2001 ging er als Assistant und später Associate Professor an die Harvard Medical School in Boston. 2009 wechselte er nach Belgien, an das Flämische Institut für Biotechnologie der Katholischen Universität Löwen, wo er ein Projekt zur entwicklungsbiologischen Erforschung neuronaler Verschaltungen leitete. 2019 trat er die Humboldt-Professur am LIMES-Institut der Rheinischen Friedrich-Wilhelms-Universität Bonn an.